# 빌리스 크리슈토판스
빌리스 크리슈토판스(라트비아어: Vilis Krištopans, 1954년 6월 13일~)는 라트비아의 정치인으로 1998년 11월 26일부터 1999년 7월 16일까지 제15대 라트비아의 총리를 지냈다.